# Jordan Clarkson
Jordan Taylor Clarkson (Tampa, 7 de junho de 1992) é um jogador filipino-americano de basquete profissional que atualmente joga no New York Knicks da National Basketball Association (NBA).
Ele jogou basquete universitário na Universidade de Tulsa e na Universidade do Missouri. Ele foi selecionado pelo Washington Wizards como a 46ª escolha geral no draft da NBA de 2014 e foi imediatamente negociado com o Los Angeles Lakers. Clarkson foi negociado com o Cleveland Cavaliers em 2018. Em dezembro de 2019, ele foi negociado com o Jazz. Em 24 de março de 2015, Clarkson, junto com Jeremy Lin, se tornou o primeiro asiático-americano titular na história da NBA.
Em 2021, Clarkson ganhou o Prêmio de Sexto Homem do Ano da NBA.
Ele também possui cidadania filipina e representou a Seleção Filipina.

## Primeiros anos
Clarkson nasceu em Tampa, Flórida, e se mudou para San Antonio, Texas, por volta dos seis anos de idade. Ele frequentou a Karen Wagner High School em San Antonio.
Em seu segundo ano, ele teve média de 10 pontos. Em seu terceiro ano, ele teve médias de 20 pontos, seis rebotes e quatro assistências, levando sua equipe a um recorde de 32-8 e as semis-finais estaduais.
Em 11 de novembro de 2009, Clarkson assinou uma Carta de Intenção Nacional para jogar basquete universitário na Universidade de Tulsa.
Em seu último ano, ele teve médias de 18,9 pontos, 6,1 rebotes 3,4 assistências e 2,1 roubadas de bola, levando sua equipe a um recorde de 38-2 e uma derrota na semifinal no campeonato estadual. Ele também foi nomeado Jogador do Ano de San Antonio.

## Carreira universitária

### Tulsa

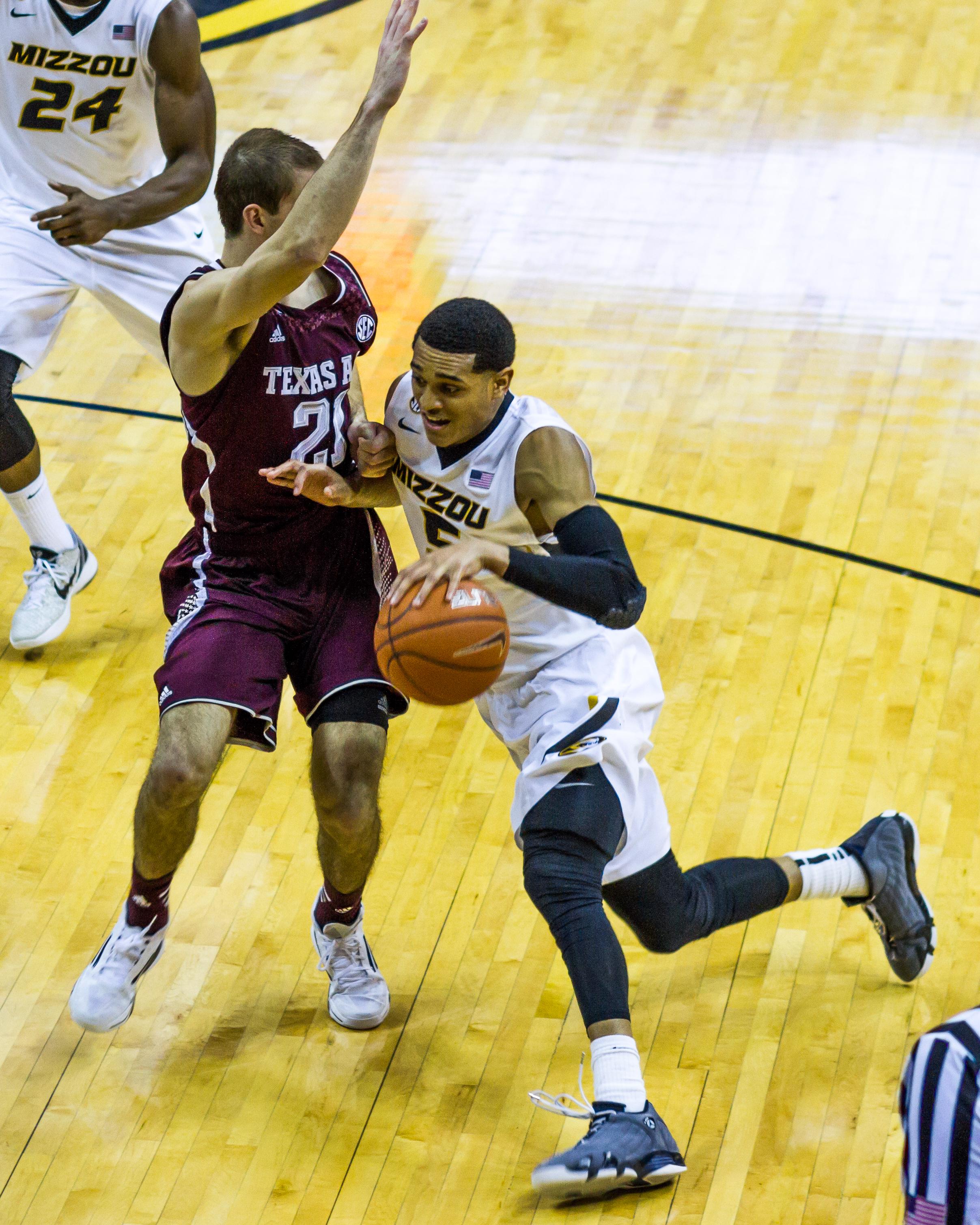
Clarkson em Missouri em Março de 2014

Em sua temporada de calouro em Tulsa, Clarkson foi nomeado para a Equipe de Calouros da Conferência Americana depois de ter jogado em 27 jogos e ter médias de 11,5 pontos, 2,1 rebotes e 1,9 assistências em 24,9 minutos.
Em sua segunda temporada, ele foi nomeado para a Primeira-Equipe da Conferência Americana depois de ter jogado 31 jogos e ter médias de 16,5 pontos, 3,9 rebotes e 2,5 assistências em 33,9 minutos.

### Missouri
Em maio de 2012, Clarkson se transferiu para a Universidade do Missouri e subsequentemente ficou de fora da temporada de 2012–13 devido às regras de transferência da NCAA.
Em sua última temporada universitária, ele foi nomeado para a Segunda-Equipe da SEC e ganhou três prêmios de Jogador da Semana da Conferência Sudeste. Em 35 jogos, ele teve médias de 17,5 pontos, 3,8 rebotes, 3,4 assistências e 1,1 roubadas de bola em 35,1 minutos.
Em 31 de março de 2014, Clarkson se declarou o Draft da NBA de 2014.

## Carreira profissional

### Los Angeles Lakers (2014–2018)

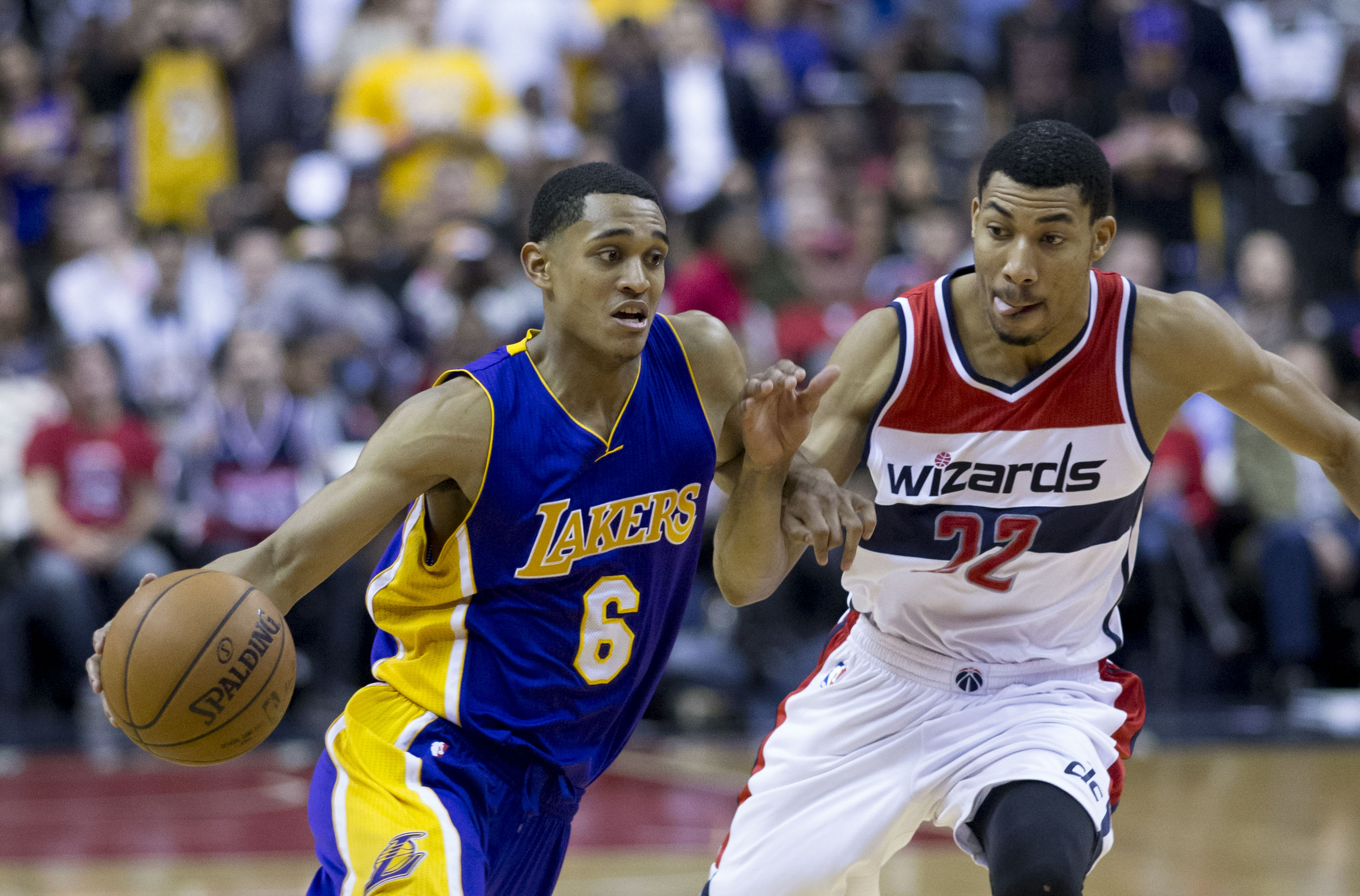
Clarkson driblando Otto Porter em dezembro de 2015.

Em 26 de junho de 2014, Clarkson foi selecionado pelo Washington Wizards com a 46ª escolha geral no Draft de 2014. Mais tarde, ele foi negociado com o Los Angeles Lakers em troca de considerações em dinheiro. Em 25 de agosto de 2014, ele assinou um contrato de 2 anos e US$1.3 milhões com os Lakers.
Durante sua temporada de estreia, ele jogou vários jogos no Los Angeles D-Fenders da D-League e não jogou pelo Lakers na maior parte da primeira metade da temporada. Em sua temporada de estreia, ele fez 59 jogos pelo Lakers e teve médias 11.9 pontos, 3.5 assistências e 3.2 rebotes em 25.0 minutos.
Sendo titular ao lado de Jeremy Lin, a dupla se tornou a primeira asiática-americana na história da liga. Nessa temporada, ele foi nomeado para a Primeira-Equipe de Novatos. Nos 30 anos anteriores, houve apenas quatro outras escolhas da segunda rodada que foram nomeadas para a Primeira-Equipe. Depois de ingressar no Lakers, Clarkson conquistou muitos seguidores nas Filipinas devido à sua herança filipina e à base de fãs existente do time no país.
Em 7 de julho de 2016, Clarkson assinou novamente com os Lakers em um contrato de 4 anos e US$ 50 milhões. Na abertura da temporada do Lakers em 26 de outubro de 2016, Clarkson marcou 25 pontos, o recorde da equipe, na vitória por 120–114 sobre o Houston Rockets. Em 15 de novembro de 2016, ele registrou cinco roubos de bola, o recorde de sua carreira, na vitória por 125–118 sobre o Brooklyn Nets. Em 12 de março de 2017, ele marcou 30 pontos em uma derrota por 118-116 para o Philadelphia 76ers. Em 24 de março de 2017, ele teve 35 pontos, o recorde de sua carreira, na vitória por 130-119 na prorrogação sobre o Minnesota Timberwolves.
Em 13 de novembro de 2017, Clarkson marcou 25 pontos em 26 minutos na vitória por 100-93 sobre o Phoenix Suns. Em 19 de janeiro de 2018, ele estabeleceu marcou 33 pontos na vitória por 99-86 sobre o Indiana Pacers.

### Cleveland Cavaliers (2018–2019)
Em 8 de fevereiro de 2018, Clarkson foi negociado, juntamente com Larry Nance Jr., para o Cleveland Cavaliers em troca de Isaiah Thomas, Channing Frye e uma escolha de primeira rodada no draft de 2018.
Em sua estreia nos Cavaliers, três dias depois, Clarkson marcou 17 pontos em uma vitória por 121-99 sobre o Boston Celtics. Os Cavaliers chegaram às Finais da NBA de 2018, onde foram derrotados em quatro jogos pelo Golden State Warriors.
Em 12 de dezembro de 2018, Clarkson marcou 28 pontos na vitória por 113–106 sobre o New York Knicks. Em 13 de fevereiro de 2019, ele marcou 42 pontos, o recorde de sua carreira, em uma derrota na tripla prorrogação por 148–139 para o Brooklyn Nets.

### Utah Jazz (2019–Presente)
Em 24 de dezembro de 2019, Clarkson foi negociado com o Utah Jazz em troca de Dante Exum e duas futuras escolhas de segunda rodada. Em 30 de janeiro de 2020, Clarkson marcou 37 pontos, o recorde da temporada, na derrota por 100-106 para o Denver Nuggets.
Em 21 de novembro de 2020, Clarkson assinou novamente com o Jazz em um contrato de 4 anos e US$ 52 milhões.
Em 15 de fevereiro de 2021, Clarkson marcou 40 pontos, o recorde da temporada, na vitória por 134–123 sobre o Philadelphia 76ers. Ele encerrou a temporada de 2020-21 com média de 18,4 pontos, o recorde de sua carreira, e liderou a NBA com 203 arremessos de três pontos como reserva. Ele ganhou o Prêmio de Sexto Homem do Ano da NBA e se tornou o primeiro jogador de Utah a ganhar o prêmio.
Em 28 de outubro de 2021, Clarkson e Jalen Green se tornaram os dois primeiros jogadores de ascendência filipina a jogar o mesmo jogo da NBA.
Em 12 de março de 2022, ele marcou 45 pontos, o recorde de sua carreira, na vitória por 134-125 contra o Sacramento Kings. Em 15 de dezembro de 2022, Clarkson levou o Jazz a uma vitória por 132–129 na prorrogação sobre o New Orleans Pelicans com 39 pontos e 8 rebotes. Em 14 de janeiro de 2023, ele registrou 38 pontos e 9 rebotes durante uma derrota por 118-117 para o Philadelphia 76ers.
Em 7 de julho de 2023, Clarkson assinou uma extensão de contrato de 2 anos e US$28.3 milhões com o Jazz.
Em 1º de janeiro de 2024, Clarkson registrou seu primeiro triplo-duplo da carreira com 20 pontos, 10 rebotes e 11 assistências em uma vitória de 127–90 sobre o Dallas Mavericks, a primeira na temporada regular para qualquer jogador do Jazz desde Carlos Boozer em 2008, encerrando a mais longa seca de triplo-duplo da temporada regular para qualquer time da NBA.
Em 19 de dezembro de 2024, Clarkson foi expulso após uma discussão com Paul Reed, quase iniciando uma discussão com Ron Holland, e enquanto era expulso, ele jogou sua faixa na cabeça para a multidão. Em 21 de dezembro, ele foi multado em US$35.000 pelas discussão e arremessos de faixas na cabeça.

## Carreira na seleção

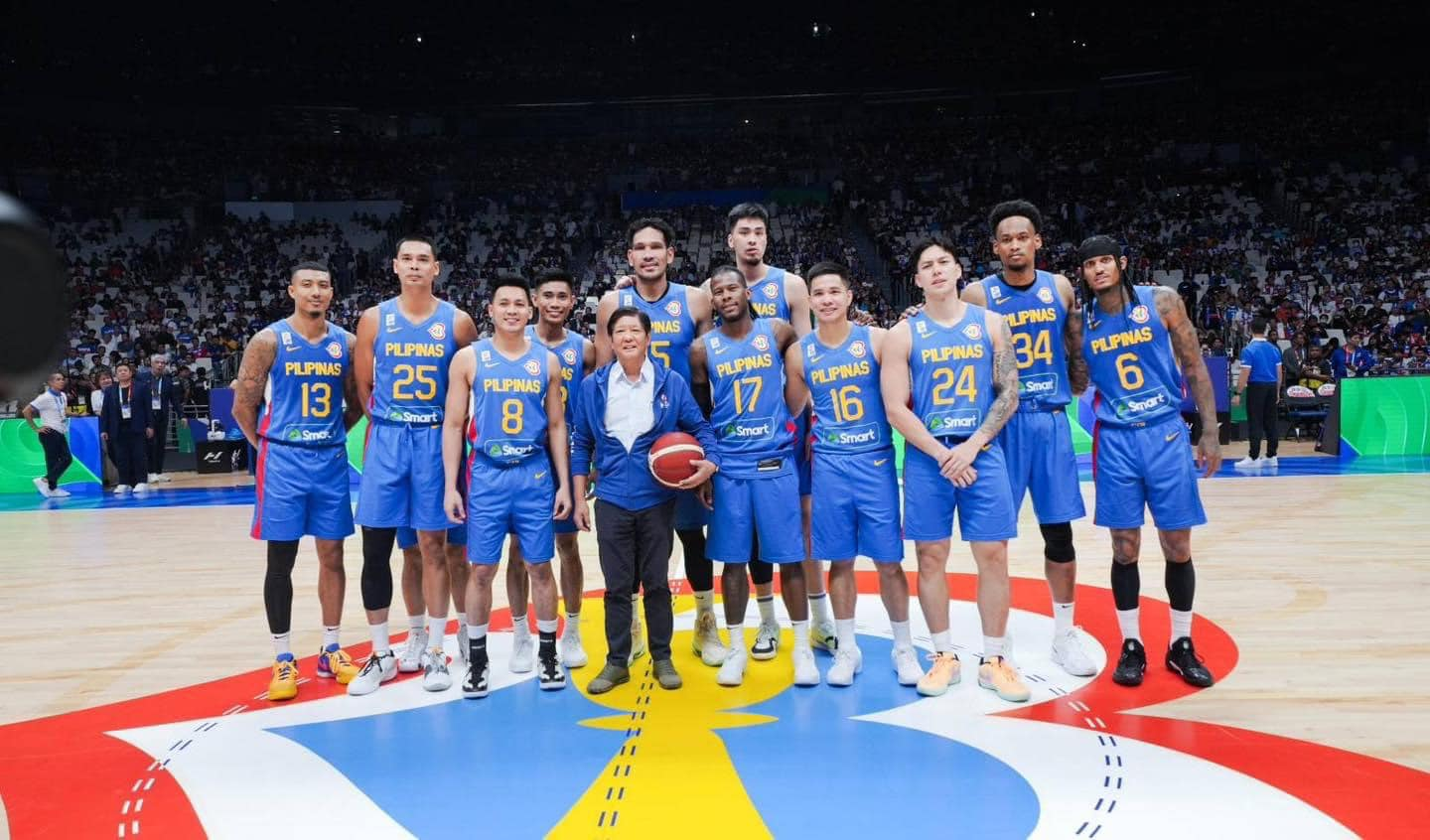
Clarkson (#6) e outros membros da seleção filipina posam com o presidente filipino Bongbong Marcos

Em 2011, foram iniciadas conversas para Clarkson jogar pela Seleção Filipina. No entanto, Clarkson não atendeu aos requisitos de elegibilidade da FIBA para ser considerado um cidadão filipino ao adquirir seu passaporte filipino após os 16 anos de idade. Porém, ele é elegível para jogar pelo time como cidadão naturalizado.
Clarkson visitou as Filipinas em agosto de 2015, a convite de Manuel V. Pangilinan, para observar o treinamento de Gilas Pilipinas. Clarkson expressou sua decepção por não poder representar as Filipinas no Campeonato Asiático de 2015. Clarkson foi inicialmente incluído na lista de 17 jogadores das Filipinas no Torneio de Qualificação para as Jogos Olímpicos de Verão de 2016. No entanto, devido a restrições de tempo e a um processo complicado de elegibilidade, a equipe optou pelos serviços de Andray Blatche como seu jogador naturalizado.
Em agosto de 2018, a NBA liberou Clarkson para jogar pela equipe filipina nos Jogos Asiáticos de 2018, realizada de 18 de agosto a 2 de setembro de 2018, com uma exceção única. Seu primeiro jogo com a equipe nacional foi contra a China, onde Clarkson foi o cestinha do jogo com 28 pontos, mas a equipe perdeu por 82-80. Clarkson terminou o torneio com uma vitória, derrotando a Síria por 109-55, e levando as Filipinas na quinta colocação, a melhor em 16 anos.
Em 9 de agosto de 2022, a Federação Filipina anunciou que aceitou Clarkson como jogador naturalizado na quarta janela das eliminatórias asiáticas para a Copa do Mundo de 2023 e futuros torneios da FIBA. Em 25 de agosto de 2022, Clarkson marcou 27 pontos na derrota contra o Líbano nas eliminatórias asiáticas.
Clarkson foi incluído no grupo de 21 homens para a Copa do Mundo de 2023, onde ele foi eventualmente incluído na lista final de 12 homens como o jogador naturalizado da equipe. Na conclusão do torneio, ele jogou 5 jogos pelas Filipinas com médias de 26,0 pontos, 4,6 rebotes, 5,2 assistências e 1,2 roubos de bola em 36 minutos.

## Vida pessoal
Clarkson tem dupla cidadania: Filipina e Americana. Sua cidadania filipina é em virtude de ascendência ancestral. Seu pai, Mike Clarkson, é afro-americano, enquanto sua mãe, Annette Davis, é descendente de filipinos. Em 2022, ele está em um relacionamento com a cantora e compositora americana Maggie Lindemann.

## Estatísticas da carreira

### NBA

#### Temporada regular
| Ano      | Equipe      | PJ  | PT  | MPJ  | AP   | 3P   | LL   | RT  | AS  | BR  | TO | PPJ  |
| -------- | ----------- | --- | --- | ---- | ---- | ---- | ---- | --- | --- | --- | -- | ---- |
| 2014–15  | L.A. Lakers | 59  | 38  | 25.0 | .448 | .314 | .829 | 3.2 | 3.5 | .9  | .2 | 11.9 |
| 2015–16  | L.A. Lakers | 79  | 79  | 32.3 | .433 | .347 | .804 | 4.0 | 2.4 | 1.1 | .1 | 15.5 |
| 2016–17  | L.A. Lakers | 82* | 19  | 29.2 | .445 | .329 | .798 | 3.0 | 2.6 | 1.1 | .1 | 14.7 |
| 2017–18  | L.A. Lakers | 53  | 2   | 23.7 | .448 | .324 | .795 | 3.0 | 3.3 | .7  | .1 | 14.5 |
| 2017–18  | Cleveland   | 28  | 0   | 22.6 | .456 | .407 | .810 | 2.1 | 1.7 | .7  | .1 | 12.6 |
| 2018–19  | Cleveland   | 81  | 0   | 27.3 | .448 | .324 | .844 | 3.3 | 2.4 | .7  | .2 | 16.8 |
| 2019–20  | Cleveland   | 29  | 0   | 23.0 | .442 | .371 | .884 | 2.4 | 2.4 | .6  | .3 | 14.6 |
| 2019–20  | Utah        | 42  | 2   | 24.7 | .462 | .366 | .785 | 2.8 | 1.6 | .7  | .2 | 15.6 |
| 2020–21  | Utah        | 68  | 1   | 26.7 | .425 | .347 | .896 | 4.0 | 2.5 | .9  | .1 | 18.4 |
| 2021–22  | Utah        | 79  | 1   | 27.1 | .419 | .318 | .828 | 3.5 | 2.5 | .8  | .2 | 16.0 |
| 2022–23  | Utah        | 61  | 61  | 32.6 | .444 | .338 | .816 | 4.0 | 4.4 | .5  | .2 | 20.8 |
| 2023–24  | Utah        | 55  | 19  | 30.6 | .413 | .294 | .881 | 3.4 | 5.0 | .6  | .1 | 17.1 |
| Carreira | Carreira    | 716 | 222 | 27.0 | .440 | .339 | .830 | 3.2 | 2.8 | .7  | .1 | 15.7 |

#### Playoffs
| Ano      | Equipe    | PJ | PT | MPJ  | AP   | 3P   | LL    | RT  | AS  | BR | TO | PPJ  |
| -------- | --------- | -- | -- | ---- | ---- | ---- | ----- | --- | --- | -- | -- | ---- |
| 2018     | Cleveland | 19 | 0  | 15.1 | .301 | .239 | .833  | 1.7 | .7  | .4 | .2 | 4.7  |
| 2020     | Utah      | 7  | 0  | 28.6 | .464 | .347 | 1.000 | 3.4 | 2.1 | .9 | .0 | 16.7 |
| 2021     | Utah      | 11 | 0  | 27.1 | .406 | .351 | .962  | 3.1 | 1.5 | .6 | .3 | 17.5 |
| 2022     | Utah      | 6  | 0  | 28.3 | .548 | .375 | .889  | 3.2 | 1.3 | .5 | .2 | 17.5 |
| Carreira | Carreira  | 43 | 0  | 24.7 | .429 | .327 | .921  | 2.8 | 1.4 | .6 | .1 | 14.1 |

### Universitário
| Ano      | Equipe   | PJ | PT | MPJ  | AP   | 3P   | LL   | RT  | AS  | BR  | TO | PPJ  |
| -------- | -------- | -- | -- | ---- | ---- | ---- | ---- | --- | --- | --- | -- | ---- |
| 2010–11  | Tulsa    | 27 | 9  | 24.9 | .433 | .303 | .793 | 2.1 | 1.9 | .7  | .1 | 11.5 |
| 2011–12  | Tulsa    | 31 | 31 | 33.9 | .435 | .374 | .784 | 3.9 | 2.5 | .9  | .5 | 16.5 |
| 2013–14  | Missouri | 35 | 35 | 35.1 | .448 | .281 | .831 | 3.8 | 3.4 | 1.1 | .2 | 17.5 |
| Carreira | Carreira | 93 | 75 | 31.3 | .438 | .319 | .802 | 3.2 | 2.6 | .9  | .2 | 15.1 |

Fonte: